# Cimetière de King's Chapel
Le cimetière de King's Chapel (en anglais King's Chapel Burying Ground) est un cimetière historique de Boston dans le Massachusetts. Situé dans le centre de la ville, sur Tremont Street, près de l'intersection avec School Street, il est le plus ancien cimetière de Boston et est un des sites du Freedom Trail. Il a été ajouté au Registre national des lieux historiques en 1974. Malgré son nom, le cimetière date d'avant la construction de la King's Chapel (chapelle du Roi) adjacente et il n'a pas de lien avec cette église ou toute autre église de la ville.

## Présentation
Créé en 1630, année de fondation de la ville, il fut son seul lieu de sépulture pendant 30 ans, jusqu'en 1660. Selon la coutume, la première inhumation fut celle du propriétaire initial du terrain, Isaac Johnson. Après avoir été incapable de trouver un terrain ailleurs, la congrégation anglicane locale s'est vue allouer une partie du cimetière pour construire la chapelle, dite chapelle du Roi.
Aujourd'hui, il y a 505 stèles tombales et 59 dalles restantes sur plus d'un millier de personnes enterrées dans le petit espace depuis sa création. Il y a aussi 78 tombes, dont 36 ont des marques. Cela comprend le grand caveau, construit comme une fosse commune, transformée en tombe pour enfants en 1833. Les premières tombes sont dispersées parmi les pierres tombales actuelles. La plupart sont en forme de table.

## Personnalités inhumées
- Charles Apthorp, marchand[2]
- Mary Chilton (en), pélerine de Plymouth, première femme européenne à avoir mis le pied en Nouvelle-Angleterre
- Capitaine Roger Clapp, membre de l' Ancienne et honorable compagnie d'artillerie du Massachusetts, mort le 2 février 1691, ayant vécu autrefois à Dorchester[3] (son fils Desire est enterré à proximité)
- John Cotton, théologien puritain
- John Davenport, théologien puritain
- William Dawes (contesté)[4], héros de la Révolution Américaine
- William Emerson (le père de Ralph Waldo Emerson)
- Robert Keayne (en), premier capitaine de l'Ancienne et honorable compagnie d'artillerie du Massachusetts
- John Lambert, pirate qui a navigué sous le commandement de John Quelch[5]
- John Oxenbridge (en), théologien puritain
- Elizabeth Pain (en), dont la pierre tombale prétend qu'elle est la source d'inspiration pour Hester Prynne's dans La Lettre Écarlate
- Dr. Confort Starr, un des premiers médecins de  Cambridge et l'un des fondateurs du collège de Harvard[6],[7]
- Hezekiah Usher (en), premier libraire et éditeur de livres dans les colonies britanniques.
- John Wilson, théologien puritain
- John Winthrop, premier gouverneur puritain du Massachusetts

## Galerie d'images

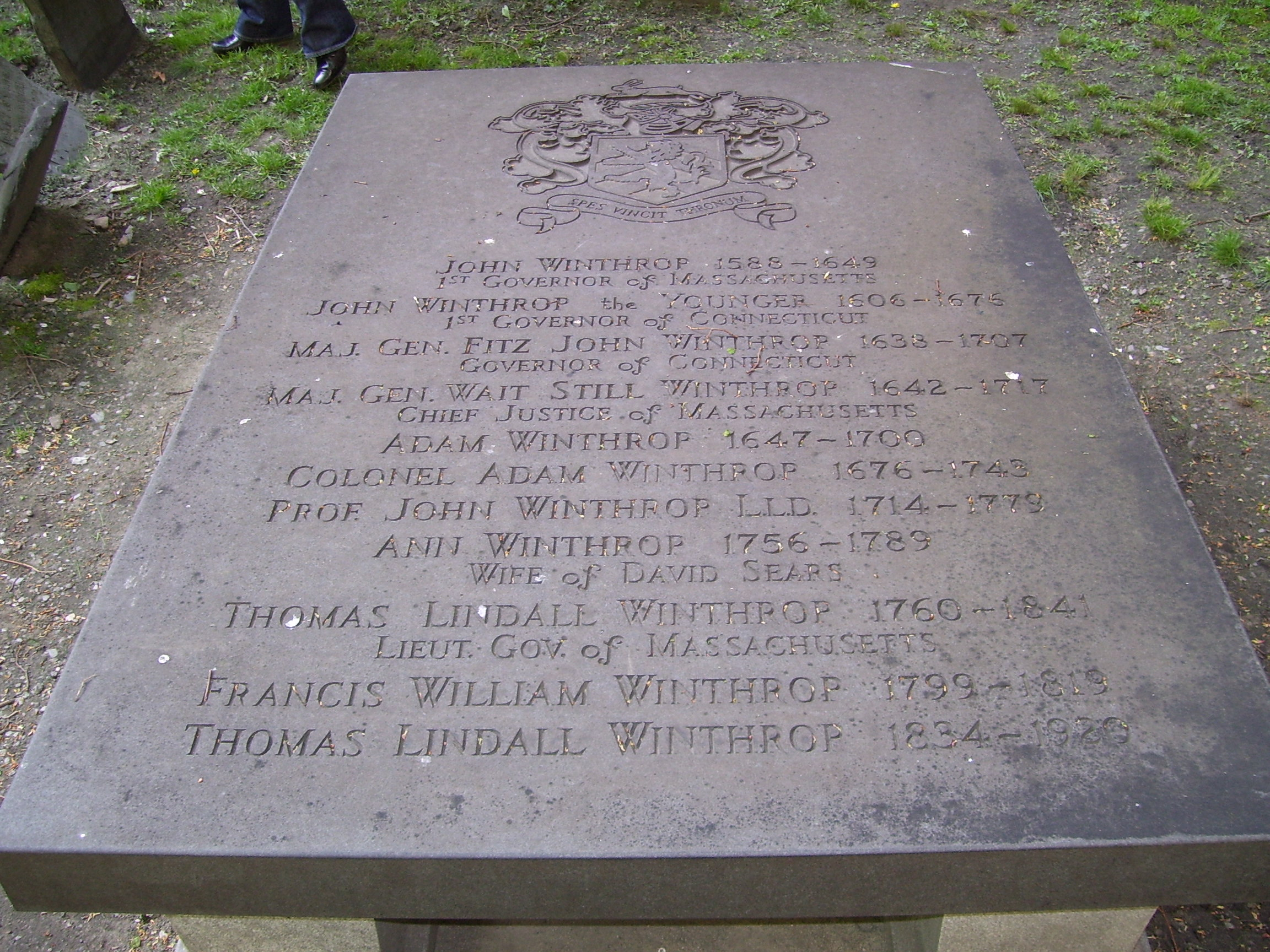
Tombe de John Winthrop (mort en 1649)
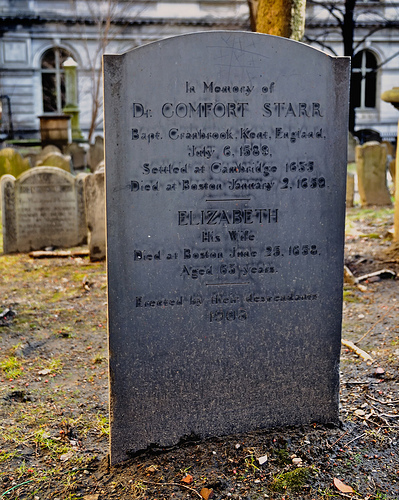
Pierre tombale du Dr Confort Starr et de son épouse Elizabeth.
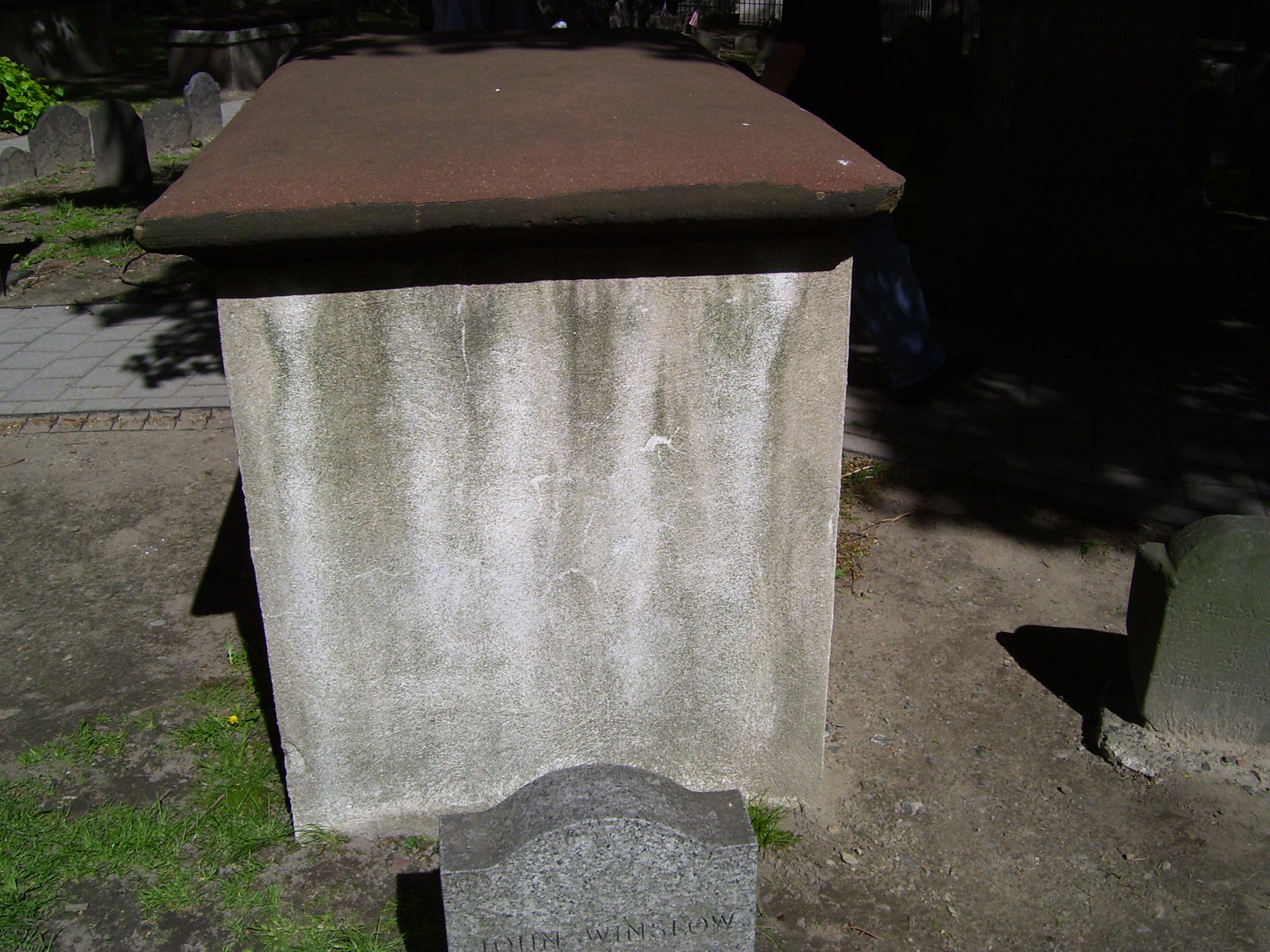
Tombe de la famille Winslow où est enterrée Marie Chilton Winslow (morte vers 1679)
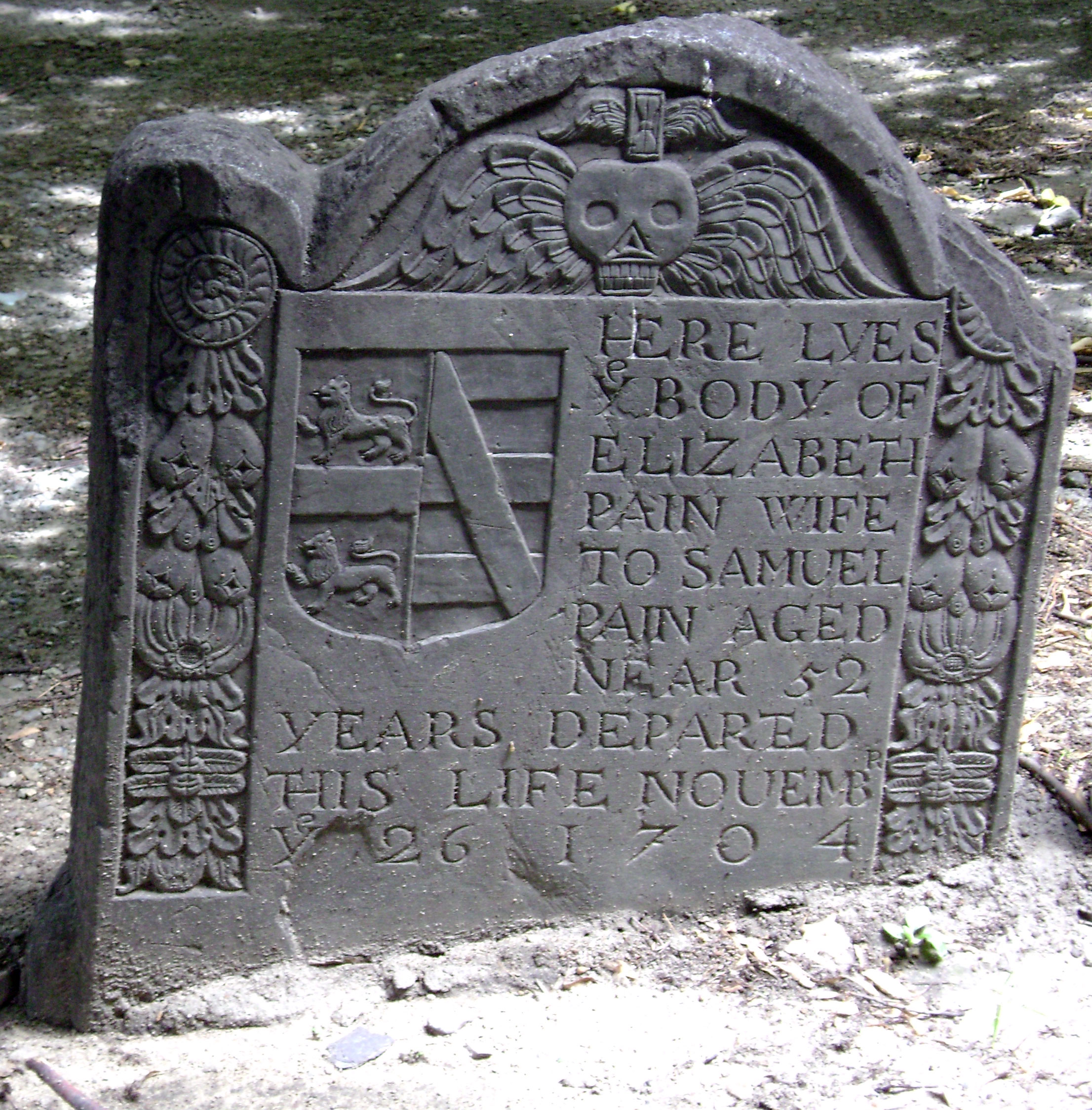
Marque d'Elizabeth Pain (morte en 1704)
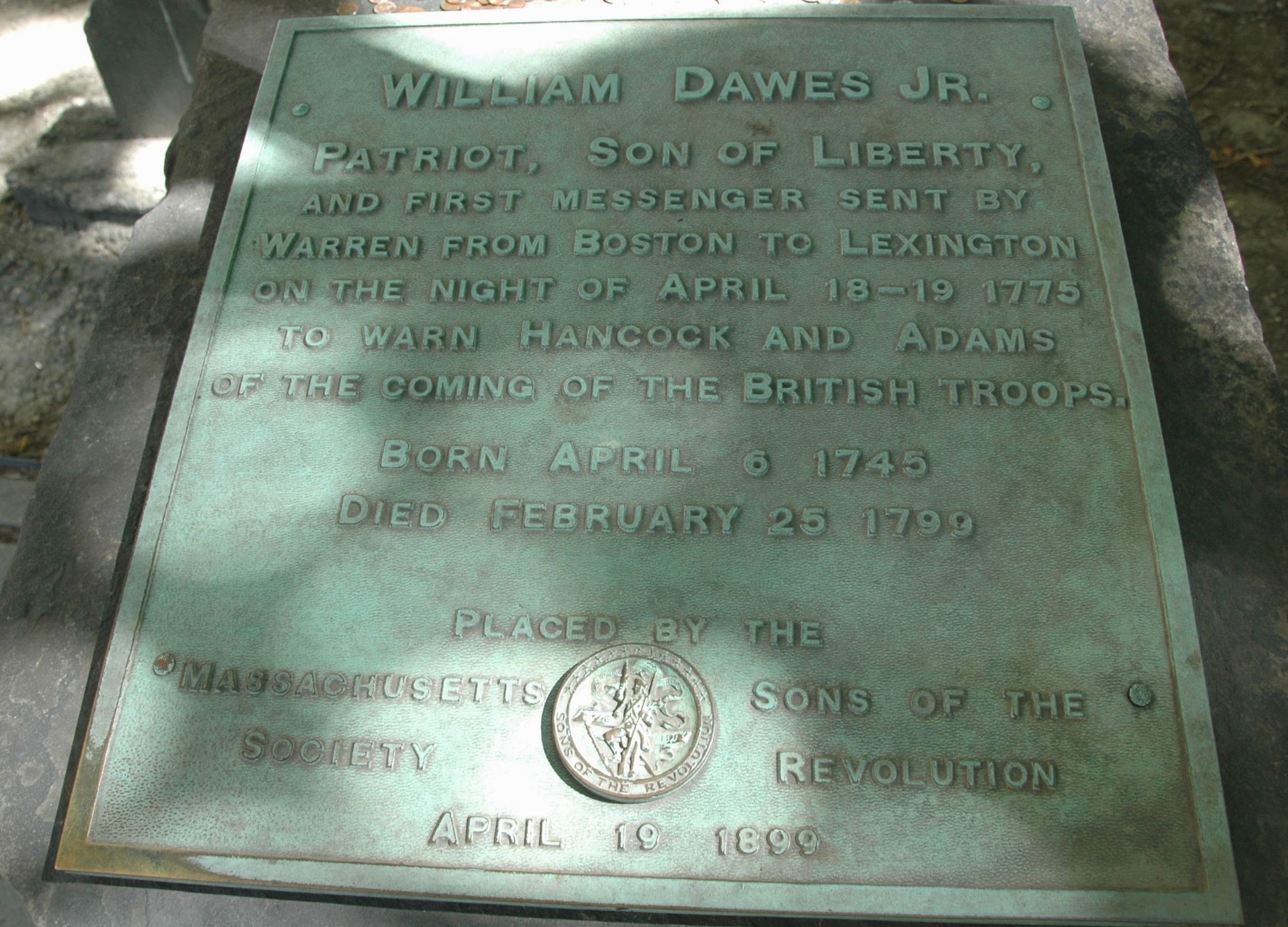
Marque de William Dawes (morte en 1799)
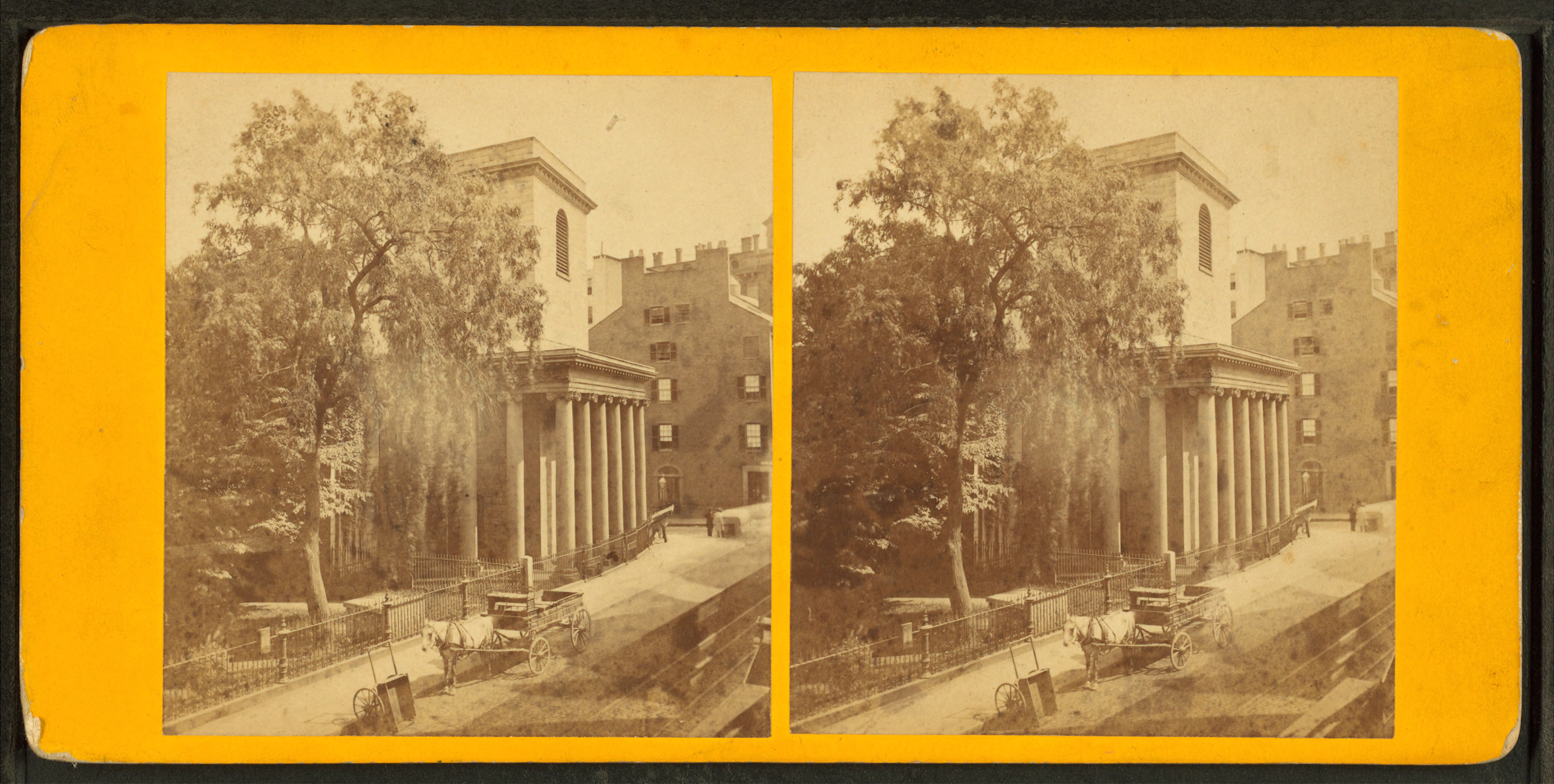
La chapelle du Roi (à droite) et le cimetière (à gauche) au 19e siècle
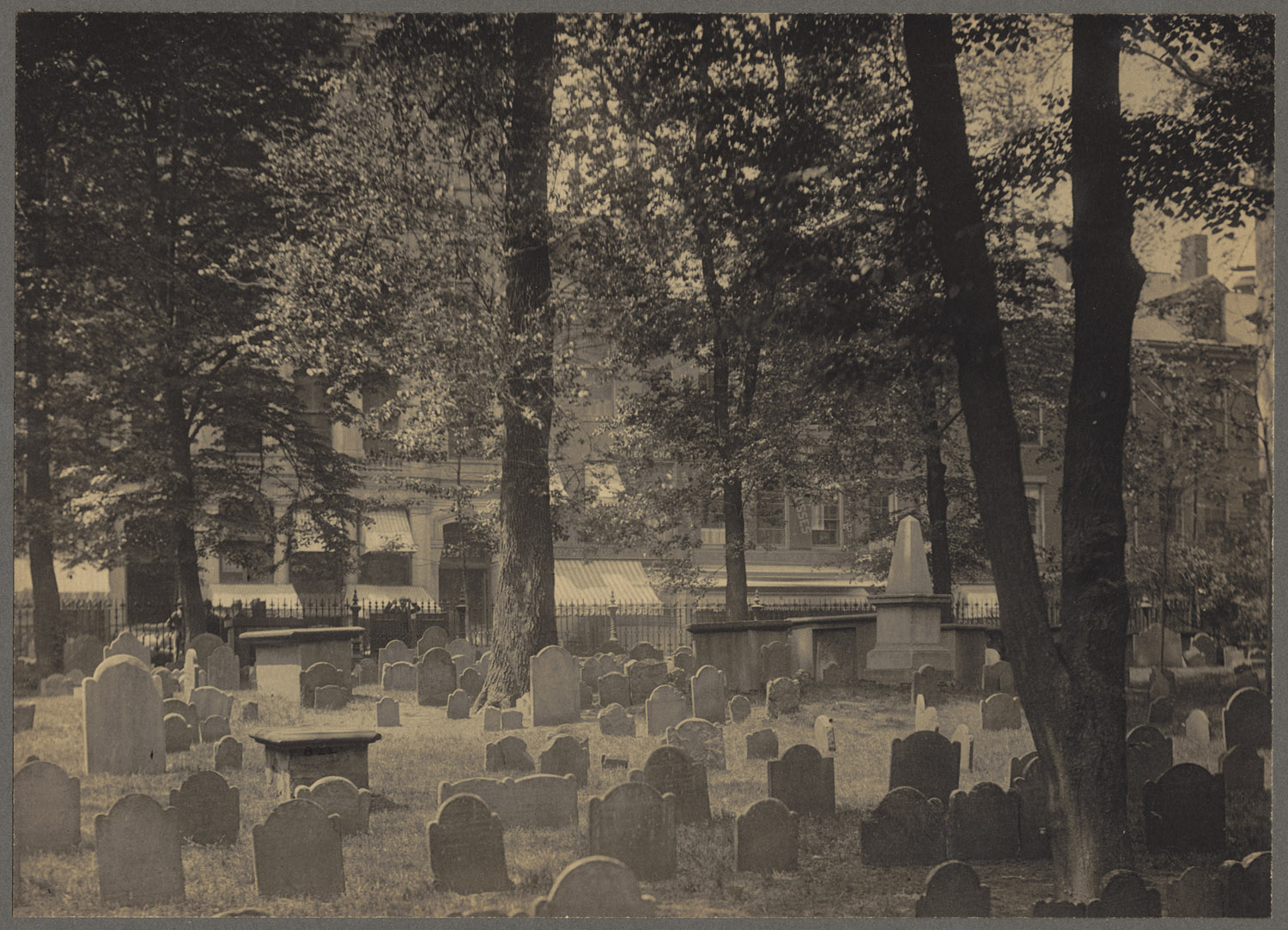
Vue vers 1898, en regardant vers Tremont Street